# 大學前站 (長野縣)

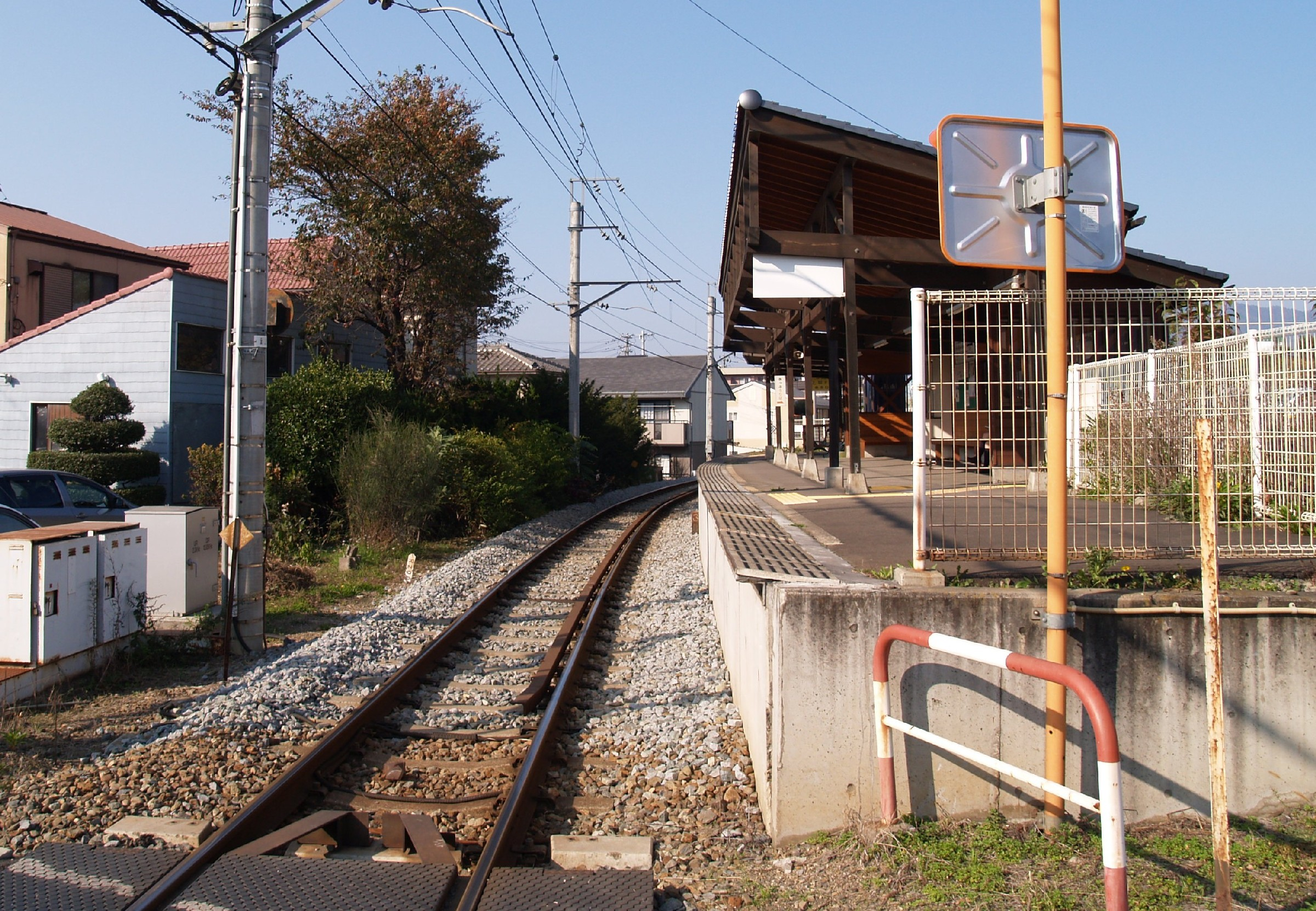
月台（2009年10月）

大學前站（日语：／ Daigakumae eki */?）是位於長野縣上田市下之鄉字上迎，上田電鐵的別所線車站。車站編號為BE08。車站鄰近長野大學、短大和短期大學，因此早上和黃昏會有許多學生使用此站。

## 歷史
- 1921年（大正10年）6月17日：上田溫泉電軌川西線下本鄉站啟用[1]。
- 1939年（昭和14年）
  - 3月19日：路線名稱變更，成為別所線車站。
  - 9月1日：公司名稱改變，成為上田電鐵的車站。
- 1943年（昭和18年）10月21日：公司合併，成為上田丸子電鐵的車站。
- 1966年（昭和41年）6月1日：車站改名為本州大學前站[1]。
- 1969年（昭和44年）5月31日：公司名稱改變，成為上田交通的車站。
- 1974年（昭和49年）5月1日 - 本州大學的長野大學和上田女子短期大學改組，同時改變校名。此站改名為大學前站[1]。
- 2005年（平成17年）10月3日：鐵路部門分拆為子公司，成為上田電鐵的車站。同時車站大樓與站前廣場開始進行工程，翌年2006年工程完成。

## 車站構造
車站是一座地面車站，設有1面1線單式月台。原本此站是職員當值車站，現在一般情況下為無人車站，在新學期與夏天多客時期會有職員當值。此站設有1座自動售票機。曾經月台上設有廁所，隨著廁所老化，於2005年（平成17年）翻新車站設備時候撤走。
在暑假時期，會有許多乘客於此站上下車前往上田市自然運動公園內的泳池。從前夏季時期，此站為簡易委託車站，上田市會有職員負責櫃臺業務。

## 使用狀況
以下為近年一日平均乘車人次列表。
| 年度   | 一日平均 乘車人次 |
| ------ | ----------------- |
| 2010年 | 303               |
| 2011年 | 316               |
| 2012年 | 333               |
| 2013年 | 347               |
| 2014年 | 364               |
| 2015年 | 388               |
| 2016年 | 393               |
| 2017年 | 393               |

## 車站周邊
- 長野大學[1]
- 上田女子短期大學[1]
- 長野縣工科短期大學（日语：職業能力開発短期大学校）[1]
- 上田市自然運動公園（鹽田運動公園）
- 大學前站Park & Ride（可停泊60架車輛）
- 上田研究園（縣營工業團地）
- 上田市多媒體情報中心[1]
- 古之丘公園、下之鄉古墳群（塚穴原第1號古墳、他田塚古墳）
- 舊宣教師館

## 巴士路線
上田巴士
- 橘子巴士（東鹽田路線）

## 相鄰車站
上田電鐵
■別所線
神畑（BE07）－大學前（BE08）－下之鄉（BE09）

## 注腳
1. 1 2 3 4 5 6 7 8 9 10 11  信濃毎日新聞社出版部. . 信濃毎日新聞社. 2011-07-24: 331. ISBN 9784784071647 （日语）.
2. ↑  《長野縣統計書》各年度版

## 外部連結
- 大學前站（BE8） | 上田電鐵株式會社 （页面存档备份，存于）（日語）